# Використання касетних засобів ураження під час російсько-української війни

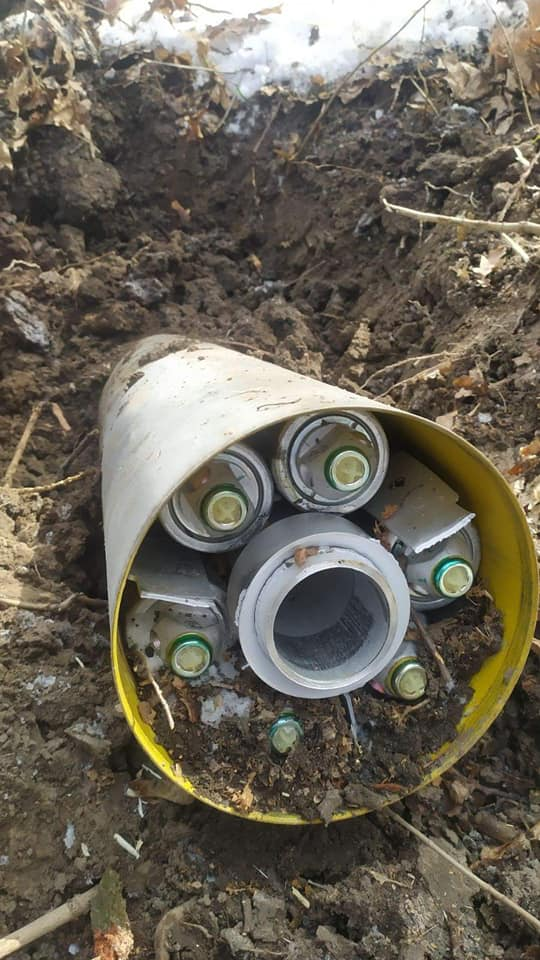
Нерозірваний касетний снаряд у Харківській області, 2022 рік

Використання касетних бомб під час російського вторгнення в Україну у 2022 році зафіксували низка очевидців та журналістів, а також представники ООН, гуманітарних та громадських організацій.  Зокрема, голова Ради ООН з прав людини Мішель Бачелет 30 березня повідомила про щонайменше 24 випадки з початку вторгнення. Станом на 1 липня вже зафіксовано сотні обстрілів касетними боєприпасами в населених пунктах Дніпропетровської, Донецької, Запорізької, Київської, Луганської, Миколаївської, Одеської, Сумської, Харківської, Херсонської та Чернігівської областей. Відомо, що під час цих обстрілів загинуло 215 мирних жителів і 474 отримали поранення, про багатьох з яких не повідомляється.
Застосування такої зброї проти цивільних порушує принципи гуманітарного права і, отже, є військовим злочином. Повідомлення про напади ними Росії спонукали Міжнародний кримінальний суд розпочати розслідування вчинення військових злочинів на території України.

## Регулювання та застосування
Касетні боєприпаси — це вибухові пристрої, начинені меншими снарядами або суббоєприпасами. Такі ракети або артилерійські снаряди зазвичай вибухають ще в повітрі або при попаданні на ціль, розкидаючи суббоєприпаси в радіусі до 400 метрів. Шрапнель влучає в довколишні будівлі та людей у радіусі дії. Використання касетних боєприпасів у цивільних районах робить напад невибірковим, що порушує основи міжнародного гуманітарного права. Використання таких боєприпасів було піддано критиці з боку правозахисних груп і ряду урядів.
Касетні боєприпаси, опущені занадто низько, можуть застрягти на деревах або на м’якому ґрунті. З 7 тисяч зарядів, випущених однією ракетницею, близько 2% не детонують. Такі нерозірвані боєприпаси в майбутньому створюють загрозу для мирного населення в зоні конфлікту, їх виявлення та підрив коштує дорого. Значна частина суббоєприпасів також не детонує від удару: за різними оцінками, 20-40%. Тому використання касетних боєприпасів, навіть за межами населених пунктів, викликає серйозне занепокоєння міжнародної спільноти, оскільки пов’язане з довгостроковою невибірковою небезпекою. Снаряди можуть вибухнути, якщо їх піднімуть або перенесуть діти, фермери чи інші цивільні особи. Ці ризики іноді зберігаються роками, доки спеціалісти не знайдуть і належним чином утилізують таку вибухівку.
Конвенція про касетні боєприпаси, яка набула чинности в 2010 році, забороняє їх використання через потенційну небезпеку для цивільного населення. Пакт підписали понад 120 країн, і, за даними Cluster Monitor Coalition, за понад дванадцять років існування 36 держав знищили майже 1,5 мільйона касетних боєприпасів, що містять близько 178 мільйонів суббоєприпасів. Однак 110 країн, включаючи Росію та Україну, не ратифікували договір, який підтримує ООН. Росія продовжує виробляти касетні боєприпаси і під час вторгнення використала щонайменше два нових їх типи (поряд зі старими). Станом на серпень 2022 року касетні боєприпаси не застосовуються ніде, крім території України.

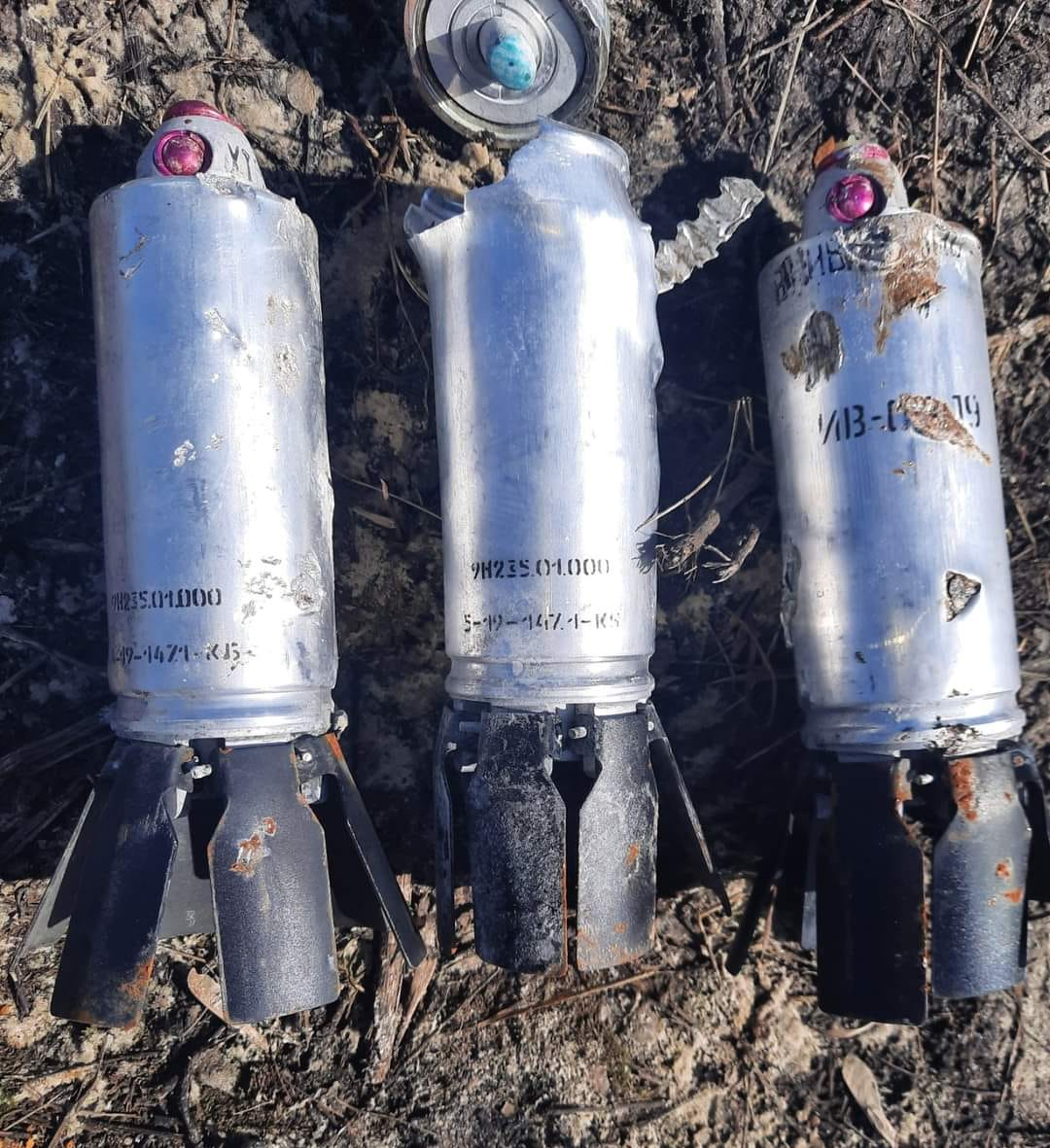
Нерозірвані касетні суббоєприпаси в Харківській області, 2022 рік

Незалежно від участі урядів в ініціативі щодо обмеження касетної зброї, її використання порушує принципи гуманітарного права. Такі напади є невибірковими і зазвичай призводять до непропорційних жертв серед цивільного населення порівняно з отриманою військовою перевагою. Як на російську владу, так і на українську владу поширюються міжнародно-правові норми, які обмежують методи ведення війни, зокрема заборона невибіркових нападів. Якщо командувач армією не розрізняє цивільних осіб і солдатів, а також між цивільними і військовими об'єктами, це вважається військовим злочином.
Тим не менш, обидві сторони конфлікту продовжують використовувати касетні боєприпаси. На 2022 рік і в Росії, і в України були запаси реактивних снарядів «Смерч» і «Ураган», оснащених касетними боєголовками. За даними Міжнародного комітету Червоного Хреста, більшості наявних касетних боєприпасів понад 20 років, що робить їх ненадійнішими та збільшує ризик жертв серед цивільного населення.
Згідно з розслідуваннями Human Rights Watch, у 2014 і 2015 роках підтримувані Росією сепаратисти використовували касетні боєприпаси під час війни на сході України. Як озброєння використовувалися надводні 300-мм реактивні снаряди «Смерч» і 220-мм касетні боєприпаси «Ураган», які доставляють осколкові протипіхотні боєприпаси 9Н210 і 9Н235. Внаслідок обстрілів у семи підконтрольних українській стороні селах загинули щонайменше 13 мирних жителів, у тому числі двоє дітей. Атаки також були зафіксовані на території, контрольованій територистичними «ЛНР» і «ДНР», хоча і українська, і російська влада засудили та заперечили використання касетних боєприпасів у населених пунктах. Пізніше українська влада розслідувала використання касетної зброї власними військами, але міжнародні активісти назвали її недостатньою та неадекватною.

## Під час російського вторгнення у 2022 році

### Російські напади

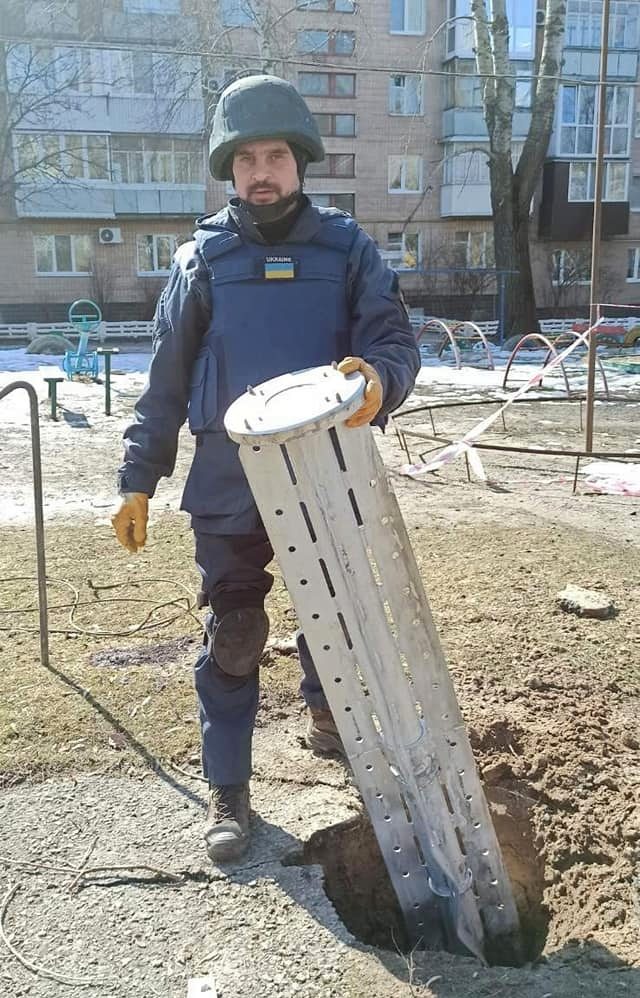
Співробітник ДСНС біля уламка російської ракети у Харкові, 23 березня 2022 року

Хоча російська сторона заперечує звинувачення в застосуванні касетних боєприпасів у житлових районах, міжнародні та неурядові організації повідомляють про подібні атаки. Станом на початок квітня українські правоохоронні органи повідомляли про обстріли касетними боєприпасами Харківської, Сумської, Київської, Донецької, Одеської, Херсонської та Миколаївської областей. Станом на 1 липня Cluster Munition Coalition повідомляє про обстріли в Дніпропетровській, Донецькій, Запорізькій, Луганській, Миколаївській, Одеській, Сумській, Харківській, Херсонській та Чернігівській областях. Свідчення незалежних експертів зі зброї підтвердили, що кілька касетних снарядів було випущено по житлових будинках та цивільній інфраструктурі. Про це свідчать фото та відео очевидців подій, а також журналістів на місці. Значна частина цих даних була зібрана українською прокуратурою та передана до Міжнародного кримінального суду. На початку березня розпочалося розслідування вчинення військових злочинів і злочинів проти людяности в Україні.
Моніторингова місія ООН з прав людини підтвердила, що за перший місяць війни у 2022 році російські військові щонайменше 16 разів застосовували касетну зброю в українських населених пунктах. Наприкінці березня голова Ради ООН з прав людини Мішель Бачелет повідомила про щонайменше 24 випадки з початку вторгнення. У відомстві вказали, що напади завдали шкоди медичним закладам, зокрема 50 лікарням. Станом на серпень 2022 року вже зафіксовано сотні випадків застосування Росією касетних боєприпасів щонайменше в 10 з 24 регіонів України. Відомо, що під час цих атак було вбито 215 мирних жителів і 474 поранено, багато випадків можуть залишитися невідомими. Щонайменше 7 людей загинули і 3 отримали поранення від суббоєприпасів, які не розірвалися відразу. Від обстрілу касетними боєприпасами в основному постраждали об’єкти цивільної інфраструктури: житлові будинки, лікарні, школи, дитячі майданчики, в одному випадку – кладовище.
Під час вторгнення в Україну російська армія застосувала щонайменше 6 видів касетних боєприпасів: ракети реактивних систем залпового вогню "Ураган", "Смерч", "Торнадо-С", ракетні комплекси "Точка" та "Іскандер-М", а також а також бомби РБК -500 з боєприпасами ПТАБ-1М. Для 72 боєприпасів використовувалися ракети «Смерч», а також інші заряди для 50 боєприпасів. За даними російського виробника, ракети, що використовуються в житлових районах, можуть містити до 1,45 кг вибухівки і розлітатися приблизно на 316 осколків. До найбільш масштабних російських атак зі зброєю відносяться:

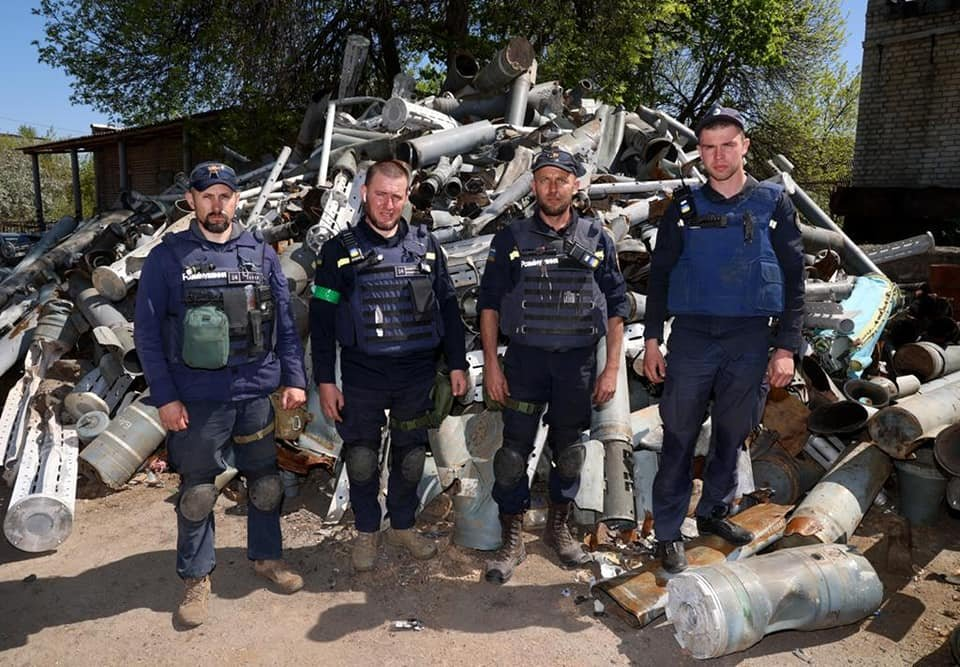
Залишки касетних та інших боєприпасів зібрано ГУ ДСНС України у Харківській області 10 травня 2022 р.

- Залишки касетних та інших боєприпасів зібрано ГУ ДСНС України у Харківській області 10 травня 2022 р. Обстріл Центральної міської лікарні у Вугледарі 24 лютого 2022 року (Донецька область). За даними Моніторингової місії ООН в Україні, внаслідок російської атаки загинуло щонайменше 4 мирних жителів і 10 отримали поранення, пошкоджені машини швидкої допомоги та зруйнована будівля лікарні.[4] Розслідування Human Rights Watch задокументувало використання касетних боєприпасів у вигляді балістичних ракет малої дальности «Іскандер», а також балістичної ракети системи «Точка» з касетною боєголовкою 9Н123 на 50 суббоєприпасів.[16][21][14] Застосування снарядів широкого радіусу ураження в густонаселених районах правозахисники назвали "відвертою зневагою до життя мирного населення".[22]
- Обстріл дошкільного закладу «Сонечко» в м. Охтирка 25 лютого 2022 року. За даними Моніторингової місії ООН і громадської правозахисної організації Amnesty International, в результаті обстрілу шістьма 220-мм ракетами "Ураган" з касетними боєголовками по будівлі, де ховалися мирні жителі, загинули щонайменше 2 дорослих і 1 дитина, ще 1 дитина була поранена.[14][4][23]
- Обстріли житлових масивів Харкова 25 та 28 лютого 2022 року. Моніторингова місія ООН повідомила, що під час першого ракетного обстрілу касетними боєприпасами загинули щонайменше 9 мирних жителів, 37 отримали поранення.[4] Через чотири дні після початку російського вторгнення Amnesty International задокументувала ще три атаки з використанням касетних боєприпасів у північній частині Харкова.[8] У той же час представники ООН повідомили про 9 загиблих і 37 поранених мирних жителів в результаті атак. Лише за 11 днів артилерійського обстрілу Харкова російськими військами загинуло та було поранено 450 мирних жителів, зруйновано житлові будинки, школи та магазини.[24] Пізніше розслідування Human Rights Watch підтвердило, що російська сторона обстріляла три райони Харкова касетними боєприпасами 9М55К «Смерч». Напрямок деяких елементів некерованої ракети, які застрягли в землі, вказував на те, що вони були запущені з російського кордону.[9][25] CNN відстежила щонайменше 11 ракет до 79-ї російської реактивної артилерійської бригади, що базується в Білгородській області Росії. Вона підпорядковувалася безпосередньо начальнику Західного військового округу ЗС РФ генерал-полковнику Олександру Журавльову. Раніше він очолював бої за Алеппо в Сирії, де також повідомлялося про масове застосування касетних боєприпасів, хоча Міноборони РФ це спростовувало.[26] 17 квітня у Харкові від вибухів касетних боєприпасів загинули щонайменше 3 сапери і 4 отримали важкі поранення, які знешкоджували знайдені в місті боєприпаси.[27] 8 травня на південь від міста, в Синельниківському районі Дніпропетровської області, від розриву касетного боєприпасу загинув 12-річний хлопчик, який натрапив на нього. [28] [29] Загалом на Дніпропетровщині від таких боєприпасів постраждало щонайменше 9 осіб. [6]
- Обстріли Миколаєва 7, 11 та 13 березня 2022 року. Фахівці асоціації «Лікарі без кордонів» виявили на території онкологічної лікарні міста численні пробоїни, характерні для обстрілу касетними боєприпасами. Пізніше розслідування Human Rights Watch підтвердило використання касетної зброї під час обстрілу житлових будинків. Тільки під час обстрілу 13 березня в черзі до банкомату загинули 9 мирних жителів, зафіксовано численні поранення серед місцевих жителів, зруйновані будинки та цивільні автомобілі. На фото та відео з місця події ідентифіковано залишки касетних боєприпасів «Ураган» та «Смерч», нерозірвані осколкові боєприпаси 9Н210.[11][9][12] 7 травня мер Миколаєва Олександр Сенкевич повідомив журналістам, що під час обстрілу міста російські війська випустили не менше 40 касетних боєприпасів, переважно по житлових будинках. Оскільки влада готувалася до такої атаки, більшість населення було евакуйовано, але, як повідомляється, щонайменше 60 людей отримали серйозні поранення.[30]
- Обстріли Маріуполя в березні-травні 2022 року. Незалежні ЗМІ та українська сторона звинуватили російських військових у бомбардуванні цивільних укриттів касетними боєприпасами під час обстрілу міста та атаки на «Азовсталь». За словами мера Маріуполя, наприкінці квітня під час двомісячної облоги міста російськими військами загинуло понад 20 тисяч людей – вдвічі більше, ніж за 2 роки окупації міста під час Другої світової війни.[31][32] Оксана Покальчук, директор Amnesty International в Україні, заявила, що вони змогли довести використання Росією касетних боєприпасів після опитування потерпілого, який надав їм уламок боєприпасу, вилучений з його стегна.[33]
- Обстріли Бучі та інших міст Київської області. За словами заступника головного прокурора Київської області Олега Ткаленка, у Бучі після відступу російських військ у тілах із братських поховань судмедексперти знайшли осколки касетних боєприпасів. Точна кількість мирних жителів, убитих саме через використання касетних боєприпасів у селі, невідома, але принаймні 8 із приблизно 500. Команда Bellingcat з розслідування військових злочинів підтвердила використання касетних боєприпасів РБК-500 з суббоєприпасами ПТАБ в Бучі 1М і касетних ракет, випущених з БМ-30 «Смерч». Мер міста Анатолій Федорук заявив, що «Буча перетворилася на чеченське сафарі, де проти мирного населення застосовували міни».[11] У Бородянці від касетних боєприпасів загинуло багато мирних жителів.[5] Поразки від касетних боєприпасів в околицях Гостомеля були настільки великі, що від них загинуло багато тварин.[5]
- Обстріл залізничного вокзалу в місті Краматорськ 8 квітня 2022 року (Донецька область). Понад 50 людей загинули та отримали поранення внаслідок російського ракетного обстрілу залізничного вокзалу. Очевидці повідомили про численні вибухи, характерні для касетних боєприпасів.[34] Журналісти BBC підтвердили характерну касетну осколковість навколо головного удару та наявність залишків радянської ракети «Точка-У», яка може бути оснащена касетною боєголовкою з 50 суббоєприпасами.[7]

Крім того, повідомлялося про застосування касетних боєприпасів у житловому секторі міст Покровськ (Донецька область, 4 березня), Красногорівка (Донецька область, 27 березня), Слов'янськ (Донецька область, 22 квітня), та в селах Киїнка та Павлівка (Чернігівська область, 28 лютого).
Міжнародне право забороняє навмисні напади на цивільних осіб або цивільну інфраструктуру. Росіяни звинувачення відкинули, запевнивши, що завдають ударів "тільки по військових об'єктах і виключно з високоточної зброї". Речник президента Дмитро Пєсков заявив, що звинувачення на адресу Росії є "качкою, це точно качка". Однак аналітики міжнародної неурядової організації Bellingcat визнали «дуже малоймовірним» застосування українською стороною вибухової зброї у власних містах.

### Українські атаки
Журналісти New York Times з'ясували, що на початку березня українські війська застосували реактивні касетні боєприпаси в селі Гусарівка, коли намагалися відбити територію, захоплену російськими військовими. Журналісти назвали цей крок "стратегічним розрахунком", необхідним "щоб повернути свою країну". Вважається, що це було перше застосування українськими військами касетних боєприпасів у населеному пункті з початку російського вторгнення 24 лютого 2022 року.

### Напади з невідомого боку
- 14 березня ракета «Точка-У» влучила в район у центрі Донецька, підконтрольний «ДНР». Розкидані уламки та вражаючі елементи вражають мирне населення. Слідчий комітет Росії заявив про 23 загиблих і 37 поранених. Україна і Росія звинувачують одна одну.[42]

## Наслідки та реакції
Численні докази, зібрані міжнародними організаціями та журналістами в окупованих або обложених українських містах, підтверджують використання Росією касетних боєприпасів проти мирного населення. 3 березня 2022 року Міжнародний кримінальний суд розпочав розслідування за фактом вчинення російською армією військових злочинів та геноциду на території України. Це може офіційно підтвердити використання касетних боєприпасів у житлових районах. Водночас багато експертів стверджували, що саме вторгнення вже є злочином, оскільки підпадає під визначення агресивної війни.
У зв’язку з повідомленнями про порушення прав людини та міжнародного гуманітарного права в Україні Рада ООН 4 березня 2022 року оголосила про створення Комісії з розслідування подій в країні. Члени органу, створеного спочатку на один рік, повинні були «встановити факти, обставини та першопричини будь-яких порушень і зловживань» прав людини під час ескалації російсько-української війни. До незалежного міжнародного комітету увійшли слідчі з Норвегії, Боснії та Герцеговини, Колумбії, яким допомагали спостерігачі агентства на місці події. 11 березня Управління ООН з прав людини підтвердило, що воно отримало «достовірні повідомлення» про кілька випадків застосування російськими військами касетних боєприпасів. До кінця місяця представники організації повідомили вже про 24 встановлені атаки.
На початку березня застосування касетних боєприпасів російськими військами в Україні засудили представники Європейського Союзу, генсек НАТО, а також влада Сполученого Королівства як країни-президента Конвенції про касетні боєприпаси. Вони назвали дії російських військових "грубим порушенням міжнародного права". У середині березня представник президента США в ООН звинуватив Росію в застосуванні в Україні забороненої зброї, зокрема касетних боєприпасів і вакуумних бомб. Стурбованість застосуванням касетних боєприпасів проти мирного населення висловили офіційний представник Управління ООН з прав людини, заступник держсекретаря США, а також ряд гуманітарних міжнародних організацій.
У травні 2022 року застосування Росією касетних боєприпасів в Україні було різко засуджено на міжсесійних засіданнях Конвенції про касетні боєприпаси.